# آبشار فیری
آبشار فیری (به انگلیسی: Fairy Falls) آبشاری است که در اورگن، ایالات متحده آمریکا واقع شده و ارتفاع کلی ریزشگاه آن ۲۰ فوت (۶٫۱ متر) است.